# Memetika
Memetika je teorija širjenja kulturnih informacij po analogiji z Darwinovo biološko evolucijsko teorijo. Zasnoval jo je Richard Dawkins leta 1976 v knjigi Sebični gen. Mem je »enota kulture« (ideja, prepričanje, vzorec obnašanja itd.), ki se, tako kot gen v biologiji, lahko sam reproducira. Določeni mem je uspešen, kadar prispevka k učinkovitosti svojega nosilca.

## Richard Dawkins inSebični gen
V knjigi Sebični gen (1976) Richard Dawkins pojasni, da osrednje vloge pri naravnem izboru nimajo posamezni organizmi ali skupine organizmov, na primer vrste, ampak so glavni igralci v veliki drami življenja posamezni geni. Organizmi so le nekakšni stroji, ki so jih ustvarili geni. Sebični cilj vsakega posameznega gena je njegovo preživetje, vendar posamezni gen ne more preživeti. Ljudje imamo približno dvajset tisoč genov in preživetje vsakega od njih je odvisno od kar se da uspešnega medsebojnega sodelovanja vseh. Če hoče torej gen doseči svoj sebični namen (ohranitev in prenos v naslednji rod), mora znati nesebično sodelovati z vsemi drugimi geni posameznega organizma. Sebičnosti pri genih ne smemo razumeti v človeškem smislu te besede, saj so geni le delci molekule DNK. S sebičnostjo genov lahko pojasnimo nesebično požrtvovalnost organizmov, ki se na prvi pogled zdi protislovna. Posamezni gen ni samo v enem telesu, ampak so njegovi dvojniki še v številnih drugih telesih, največ pa jih je v sorodnikih. Za dosego svojega sebičnega cilja se torej lahko posamezni izvod gena tudi nesebično žrtvuje. Dawkins v Sebičnem genu zapiše, da smo ljudje edina bitja, ki smo se sposobna upreti diktatu svojih lastnih genov.

## Memi
Dawkins je v javnosti znan tudi kot »izumitelj« mema. Izraz je skoval že v Sebičnem genu in z njim označil osnovno enoto kulturne informacije. Memi naj bi v človeški kulturi predstavljali nekaj podobnega kot geni v biologiji. Tudi memi se lahko spreminjajo, pri čemer tako kot pri genih preživijo le najuspešnejši. Memi so lahko posamezna beseda, dobra šala, pregovor, popevka, melodija, politična ali znanstvena teorija, religija … V marsikaterem primeru pravzaprav nimamo opravka le z enim memom, temveč z večjimi ali manjšimi skupinami memov, ki jim memetiki pravijo memski kompleksi ali mempleksi. Dawkins se z memi ni podrobneje ukvarjal. Uporabil jih le kot primer, da geni niso edine stvari, ki se lahko podvajajo in na katere lahko deluje naravni izbor oziroma evolucija.
Dawkins bolj kot s svojimi pogledi na evolucijo buri duhove s svojim ateizmom. V eseju Miselni virusi s pomočjo memetike dokazuje, da je vera mem, ki kot nekakšen virus okuži vernika, ta pa nato svojo »bolezen« širi naprej. Miselni virusi in drugi eseji v knjigi Hudičev kaplan so bili predhodnica Dawkinsove knjige Bog kot zabloda (2006, slovenski prevod 2007).

## Kritika mememtike
Memetika se ni uspela inštitucionalno zasidrati, tudi časopis Journal of Memetics – Evolutionary Models of Information Transmission je 2005 prenehal izhajati, prestavniki memetike Douglas Hofstadter, Richard Brodie, Aaron Lynch, Susan Blackmore so se posvetili drugim znanstvenim temam ali umrli. Veda je doživela močno kritiko, češ da ne upošteva dognanj psihologije in sociologije in da je pravzaprav psevdoznanost, ki zaradi preproste analogije z genetiko priteguje popularni interes.

### Jack Zipes in razlaga pravljic
Ameriški literarni teoretik Jack Zipes je memetiko uporabil pri razlagi širjenja Grimmovih pravljic iz zbirke Otroških in hišnih pravljic, v katerih so najbolj poznani tipi/motivi/memi Rdeča kapica, Sneguljčica, Trnuljčica, Janko in Metka, volk in sedem kozličkov, Palček. Pravljični mem definira kot enoto kulturne transmisije, ki je lahko preprosta ideja, zgodba, fraza oz. pomembna informacija, vezana na pravljico. Memi so relevantni ne glede na kulturo, saj obravnavajo občečloveška vprašanja. Zipes meni, da so pravljični memi preprosti, kompleksna pa je njihova interakcija. Mutacije pravljičnega mema kreativno iščejo nove možnosti in kombinacije. Variantnost vedno istega pravljičnega mema je značilnost ljudskega izročila. Kulturno selekcijo so preživeli samo relevantni pravljični memi, ki imajo univerzalno jedro in prilagodljivo ovojnico, ki se prilagaja specifični kulturi. V procesu kulturne evolucije se univerzalni pravljični memi prilagodijo specifični kulturi pod pogojem, da so relevantni in prispevajo k variantnost od ustnega do pisnega izročila. Memetika lahko pomaga tudi pri razlagi širjenja Grimmovih pravljic med Slovenci.